# Vall túnel

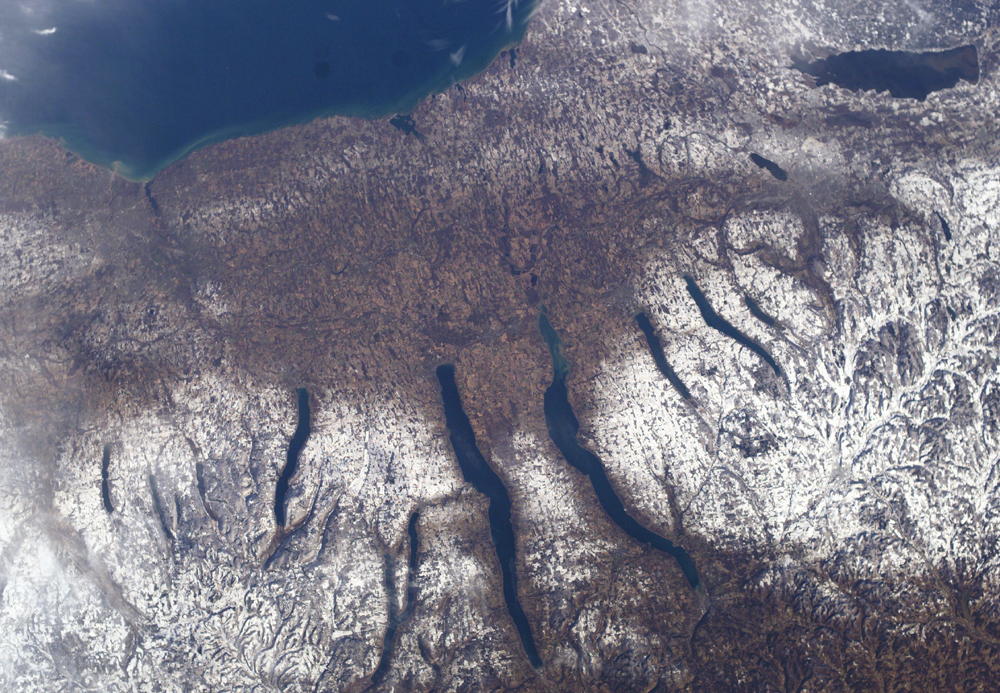
Els grans llacs allargassats de la regió serien el resultat de les valls túnel excavades sota les glaceres. Finger Lakes, Nova York, EUA.

Una vall túnel (geologia, geomorfologia) és una vall erosionada sota una glacera per l'aigua de fosa.Després de la retractació del glaç, les valls túnel són caracteritzades per una secció en forma de "U" sovint molt ampla i pel contrast entre els sòls fèrtils de la vall i els més pobres i sorrencs del geest format per la morena lateral.

## Característiques geomorfològiques
Les valls túnel són grans depressions allargades d'origen subglacial tallades a la roca mare. Poden arribar a una longitud de fins a 100 km i amplades de fins a 4 km. Sovint mostren costats asimètrics. Presenten perfils longitudinals ondulats i contenen seccions que s'inclinen cap amunt. Les profunditats varien entre els 50 i els 400 m. Les morfologies transversals són caracteritzades per costats de vall amb vessants relativament escarpats (10–35 %) i fons plans. Les valls túnel segueixen, en algunes parts, patrons dendrítics o anastomosats que s'estenen per àrees de quilòmetres quadrats.
Les valls túnel han estat observades i reconegudes en moltes zones que abans eren cobertes per capes de gel durant el Plistocè, incloent el nord d'Amèrica, nord d'Alemanya, Dinamarca, Polònia, el fons del mar del Nord, Gran Bretanya, Escòcia i Irlanda. En els farciments sedimentaris d'una vall de túnel hi ha una gran varietat de fàcies litològiques, incloses les associades a les glacials, glaciofluvials o glacio-lacustres. També s'hi han observat les resultants de la deposició en condicions més temperades, és a dir, d'etapes més càlides. La majoria estan reblades d'arena glacial, argila i till.

## Hipòtesis
Tot i que l'erosió de les valls túnel per aigua de desglaç subglacial es va proposar per primera vegada ara fa més de 100 anys, els processos que van produir aquestes valls sota les plaques de gel del passat, han continuat sent un tema de debat. Les hipòtesis inferides habitualment han inclòs la formació gradual per una deformació dels sediments a les valls inicialment. Després hi hauria el posterior transport per aigua de desglaç al límit o marge del gel.
Es produiria una formació transgressora en el temps al llarg del marge del gel en retirada. Mitjançant el drenatge de l'aigua de fusió superficial al llit o l'alliberament d'aigua de fusió embassada darrere d'una falca de permafrost marginal. Probablement hi hauria una ràpida erosió durant esdeveniments generalitzats o catastròfics d'inundació per làmines basals.
La principal controvèrsia és si les valls túnel es van formar alhora o es van modelar lentament per fluxos constants però repetits d'aigua de desglaç.
Actualment existeixen tres teories principals sobre la formació de les valls túnel.
La primera atribueix la formació de les valls túnel tallades en el sediment no consolidat a la fluïdesa del sediment subglacial deformable, cap a un conducte subglacial des dels costats i per sota, seguida de l'eliminació d'aquest material a través del conducte pel flux d'aigua de fusió. Així, les valls túnel es creen mitjançant la baixada del nivell del sediment a banda i banda del conducte.
La segona teoria argumenta que les valls túnel es formen durant la desglaciació, en el marge del gel o a prop, per l'erosió de l'aigua de desglaç subglacial i que les valls són transgressores en el temps.
La tercera també defensa un origen produït per l'erosió de l'aigua de fusió subglacial, però afirma que els volums implicats van prendre la forma d'inundacions canalitzades catastròfiques i que les valls túnel, dins de les xarxes anastomosades, es van formar de manera sincrònica.